# Theristria attenuata
Theristria attenuata is een insect uit de familie van de Mantispidae, die tot de orde netvleugeligen (Neuroptera) behoort. 
Theristria attenuata is voor het eerst wetenschappelijk beschreven door Lambkin in 1986.